# Sanremo-Festival 1980
Die 30. Ausgabe des Festival della Canzone Italiana di Sanremo fand 1980 vom 7. bis zum 9. Februar im Teatro Ariston in Sanremo statt und wurde von Claudio Cecchetto mit Roberto Benigni und Olimpia Carlisi moderiert.

## Ablauf

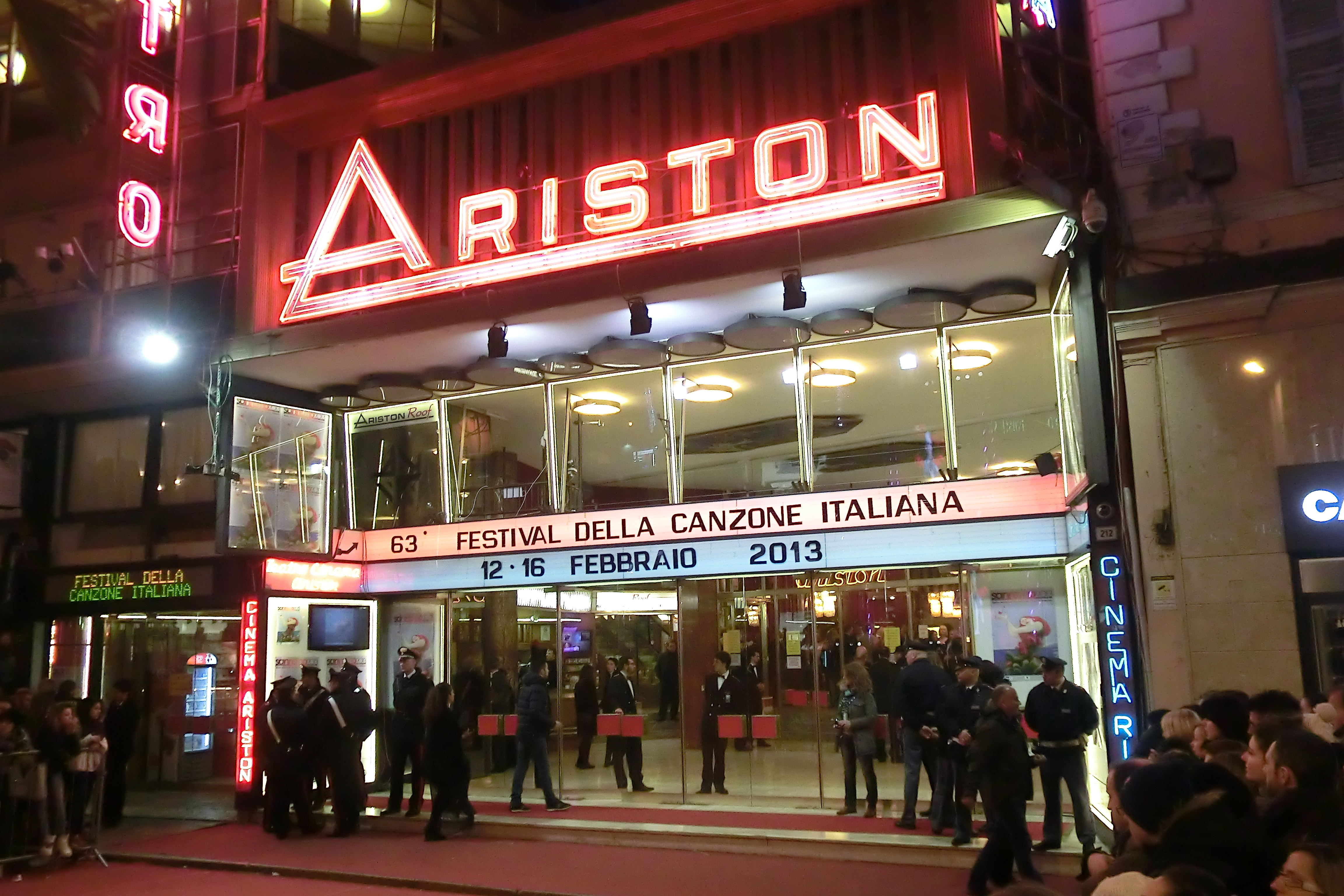
Das Ariston-Theater, Veranstaltungsort des Sanremo-Festivals

Nach den durchwachsenen Erfahrungen des vergangenen Jahrzehntes führte Organisator Gianni Ravera für die 30. Ausgabe des Festivals eine Vielzahl von Neuerungen ein. Der Moderationsposten ging an Claudio Cecchetto, der als Moderator der Sendung Disco ring auf Radio 105 bekannt war; zur Seite gestellt wurden ihm die Schauspielerin Olimpia Carlisi sowie Roberto Benigni, bekannt aus der Fernsehsendung L’altra domenica von Renzo Arbore. Für das Bühnenbild verpflichtete man Gianfranco Ramacci, der die Theaterbühne nach dem Vorbild einer Diskothek gestaltete. Eine große Veränderung zu den Vorjahren war der komplette Wegfall des Orchesters, womit die Auftritte der Kandidaten hauptsächlich im Halbplayback erfolgten. Die Rai übertrug nur das Finale in voller Länge, während die ersten beiden Abende jeweils zusammengefasst im Spätprogramm gezeigt wurden.
Die Teilnehmerzahl wurde wieder auf 30 erhöht; von diesen erreichten 20 das Finale am dritten Abend. Neben einigen großen Namen wie Gianni Morandi, Bobby Solo und Peppino di Capri und zwei bereits in den Charts und als Songwriter erfolgreichen Sängern (Toto Cutugno und Pupo) war der Anteil der Debütanten in diesem Jahr wieder sehr hoch. Darunter waren auch mehrere internationale Teilnehmer: Leroy Gomez, Orlando Johnson (Bruder von Wess), der kurzzeitige Krokus-Sänger Henry Freis sowie Sally Oldfield, die ihr Lied auf Englisch sang. Von den übrigen Debütanten erhielt vor allem die junge Punk-Band Decibel viel Aufmerksamkeit.
Im Finale konnte sich Cutugno vor Enzo Malepasso und Pupo durchsetzen, ein Erfolg, der sich auch in den Hitparaden widerspiegelte und dem Festival im neuen Jahrzehnt einen guten Start sicherte. Große Medienwirksamkeit erfuhren auch mehrere provokante Äußerungen und Auftritte von Komoderator Benigni.

## Teilnehmende Beiträge
| Platzierung | Interpret               | Lied                     | Autoren                                           |
| ----------- | ----------------------- | ------------------------ | ------------------------------------------------- |
| 1           | Toto Cutugno            | Solo noi                 | Toto Cutugno                                      |
| (2)         | Enzo Malepasso          | Ti voglio bene           | Depsa, Enzo Malepasso                             |
| (3)         | Pupo                    | Su di noi                | Paolo Barabani, Donatella Milani, Enzo Ghinazzi   |
| (4)         | Gianni Morandi          | Mariù                    | Francesco De Gregori, Rosalino Cellamare          |
| (5)         | Bottega dell’Arte       | Più di una canzone       | Piero Calabrese, Romano Musumarra                 |
| (6)         | Sally Oldfield          | I Sing for You           | Alberto Salerno, Maurizio Fabrizio                |
| (7)         | Stefano Rosso           | L’italiano               | Stefano Rosso                                     |
| (8)         | Leroy Gomez             | Tu mi manchi dentro      | Cristiano Minellono, Renato Brioschi              |
| (9)         | Paolo Riviera           | Cavallo bianco           | Vania Magelli, Riccardo Aglietti                  |
| (10)        | Bobby Solo              | Gelosia                  | Dancio, Roberto Satti                             |
| (11)        | Decibel                 | Contessa                 | Fulvio Muzio, Enrico Ruggeri                      |
| (12)        | Francesco Magni         | Voglio l’erba voglio     | Francesco Magni                                   |
| (13)        | Aldo Donati             | Canterò canterò canterò  | Aldo Donati                                       |
| (14)        | Giorgio Zito e i Diesel | Ma vai… vai              | Giorgio Bennato                                   |
| (15)        | Linda Lee               | Va pensiero              | Pippo Caruso                                      |
| (16)        | Bruno D’Andrea          | Mara                     | Luigi Albertelli, Bruno Tavernese                 |
| (17)        | Leano Morelli           | Musica regina            | Leano Morelli                                     |
| (18)        | Orlando Johnson         | Il sole canta            | Giovanni Ullu                                     |
| (19)        | Alberto Cheli           | Passerà                  | Antonio Coggio, Marco Luberti                     |
| (20)        | Peppino di Capri        | Tu cioè…                 | Depsa, Giuseppe Faiella                           |
|             | Omelet                  | Amor mio… sono me        | Pino Scarpettini, Angelo Piccareta                |
|             | Rimmel                  | Angelo di seta           | Gianni Dell’Orso, Remy Guide, Claudio Colitti     |
|             | Henry Freis             | Dal metrò a New York     | Sandro Giacobbe                                   |
|             | Mela Lo Cicero          | Dammi le mani            | Franco Chiaravalle                                |
|             | Gianfranco De Angelis   | …E pensare che una volta | Gianfranco De Angelis                             |
|             | Alberto Beltrami        | Non ti drogare           | Alberto Beltrami                                  |
|             | Latte e Miele           | Ritagli di luce          | Luciano Poltini, Luigi Albertelli                 |
|             | Armonium                | Ti desidero              | C. Scotti Galletta, Paolo Barabani, Franco Zulian |
|             | Luca Cola               | Tu che fai la moglie     | Luca Cola, Enrico Intra, Rigaldi                  |
|             | Coscarella & Polimeno   | Tu sei la mia musica     | Coscarella, Polimeno, Adelio Cogliati             |

## Erfolge
Fünf der 20 Finalisten konnten die Top 25 der Singlecharts erreichen; darunter waren neben den drei Bestplatzierten auch Bobby Solo und Decibel.

| Jahr | Titel Interpret               | Höchstplatzierung, Gesamtwochen, AuszeichnungChartsChartplatzierungen (Jahr, Titel, Interpret, Platzierungen, Wochen, Auszeichnungen, Anmerkungen) | Anmerkungen |
| Jahr | Titel Interpret               | IT | Anmerkungen |
| ---- | ----------------------------- | --- | ----------- |
| 1980 | Solo noi Toto Cutugno         | IT2 (19 Wo.)IT | Platz 1     |
| 1980 | Su di noi Pupo                | IT3 (21 Wo.)IT | Platz 3     |
| 1980 | Contessa Decibel              | IT11 (10 Wo.)IT | Finalist    |
| 1980 | Gelosia Bobby Solo            | IT13 (18 Wo.)IT | Finalist    |
| 1980 | Ti voglio bene Enzo Malepasso | IT21 (11 Wo.)IT | Platz 2     |

## Belege
1. ↑  Eddy Anselmi: Il Festival di Sanremo: 70 anni di storie, canzoni, cantanti e serate. DeAgostini, Mailand 2020, ISBN 978-88-511-7661-7, S. 234–235.
2. ↑  M&D-Chartarchiv. Musica e dischi, abgerufen am 17. Februar 2018 (italienisch, kostenpflichtiger Abonnement-Zugang).